# Операция по выводу из окружения 2-й ударной армии
Опера́ция по выводу из окружения 2-й ударной армии или Любанская оборонительная операция — фронтовая операция советских войск на волховском направлении, проводившаяся 13 мая — 10 июля 1942 года во время Великой Отечественной войны. Часть Битвы за Ленинград.

## Военно-оперативная ситуация
В ходе Любанской наступательной операции в январе 1942 года войска 2-й ударной армии захватили так называемый «Любанский выступ», глубоко вдающийся в оборону немецкой 18-й армии. Хотя главная цель Любанской операции — прорыв блокады Ленинграда — не была достигнута, советское командование рассматривало этот выступ как выгодный плацдарм для решающего удара по деблокаде Ленинграда. Однако кроме выгодной оперативной конфигурации, Любанский выступ (площадью в 125 кв.км. с болотистой местностью вдали от железных и шоссейных дорог) имел и большие недостатки: с основными силами Волховского фронта его связывал только узкий перешеек в районе Мясного Бора, фактически все советские войска в Любанском выступе находились в полуокружении. Советское командование не придало значение расширению перешейка, и после первых неудачных попыток расширить его прекратило бои на этом направлении. Германское командование, напротив, всемерно укрепляло позиции и силы своих войск по обеим сторонам перешейка, намереваясь именно здесь решить судьбу сражения. Для бесперебойного снабжения войск туда были проложены немцами узкоколейные железные дороги. Внутри Любанского выступа почти не имелось дорог для снабжения войск, сам выступ находился в густо заболоченной лесной местности. Снабжение войск внутри выступа и управление ими были сильно затруднены.
Особенно эти трудности возросли с наступлением весны: таяние снегов и ледяного покрова на болотах сделали практически непригодными всякое движение колесной и гужевой техники. Ледовые аэродромы на болотах растаяли, строительство грунтовых аэродромов на болотах было невозможным. Все грузы приходилось переносить только на руках. Резко снизилось и ранее неудовлетворительное снабжение войск боеприпасами, подходящим по сезону обмундированием и продовольствием. Боеспособность войск значительно упала.
Этим не замедлил воспользоваться противник: встречными ударами по северному и южному фасам перешейка 15-17 марта 1942 года он был перерезан. Ответными ударами к 2 апреля его удалось восстановить. Однако восстановленный перешеек был очень узким (около 2,5 километров) и насквозь простреливался немецкой артиллерией. Над частями внутри Любанского выступа нависла угроза окружения и гибели. Крайне неудовлетворительным было продовольственное снабжение, бойцам выдавали по 50-80 граммов сухарей в день, зачастую не выдавали ничего. Бойцы откапывали и ели туши погибших лошадей, отваривали в кипятке кожаные предметы обмундирования и упряжи. С апреля отмечались факты смерти бойцов от дистрофии.
Крайне отрицательно на исходе борьбы на внешнем кольце окружения Ленинграда сказалась директива Ставки Верховного Главнокомандования № 170301 от 21 апреля 1942 года. Согласно ей, Ленинградский и Волховский фронты были объединены в Ленинградский фронт, разделённый на два направления — Ленинградское и Волховское. Волховское направление (2-я ударная армия, 8-я, 54-я, 4-я, 59-я и 52-я армии, 4-й гвардейский и 6-й гвардейский стрелковые корпуса, 13-й кавалерийский корпус) и собственно Ленинградский фронт возглавил генерал-лейтенант М. С. Хозин.  В результате управление войсками существенно затруднилось. Командующий Волховским фронтом Мерецков получил новое назначение — заместителем командующего войсками Западного фронта.
Сначала Хозин продолжал разрабатывать план завершения прорыва блокады Ленинграда и 2 мая предоставил в Ставку ВГК план новой наступательной операции. Но получив более точные данные о состоянии войск 2-й ударной армии, он осознал нависшую над армией угрозу и вечером 11 мая 1942 года направил Верховному Главнокомандующему И. В. Сталину доклад, в котором сделал весьма рискованное для себя предложение: подготовку наступательной операции прекратить, саму 2-ю ударную армию отвести к основанию Любанского выступа (но полностью из него не выводить), высвободившимся войсками решительно расширить перешеек, а дальнейшие операции по прорыву блокады Ленинграда готовить на другом участке фронта.

«Поэтому я ставлю вопрос прямо — либо мы создаем группировку, достаточно сильную для разгрома противника в районе юго-западнее Спасская Полисть и тем самым сохраняем выгодное оперативное положение 2-й ударной армии для последующего проведения Любаньской операции, либо мы вынужденно уступаем противнику захваченную территорию и, сохраняя войска, отводим 2-ю ударную армию и часть сил 52-й и 59-й армий на фронт Ольховка, Новая Кересть, Большое Замошье и, сократив линию фронта, выделяем дополнительно силы для наступления с рубежа р. Глушица на восток (на Спасская Полисть). Прочно обеспечив позиции, прикрывающие коммуникации 2-й ударной армии с севера, выделяем часть сил для усиления 52-й армии. При таком вынужденном развитии операции часть сил 2-й ударной армии и 59-й армии будет выведена восточнее рубежа р. Полисть»— ЦАМО, Ф.204, оп.97, д.91, л.9
.
В Москве приняли более кардинальное решение и 12 мая Хозин получил устное указание подготовить отвод всей 2-й ударной армии из Любанского выступа. В тот же день командующий Ленинградским фронтом отдал предварительные распоряжения по отводу армии.
14 мая 1942 года своей директивой № 170379 Ставка ВГК подтвердила решение полностью эвакуировать 2-ю ударную армию из выступа и удерживать из занятой ранее территории только плацдарм на реке Волхов.

## Силы сторон
Внутри Любанского выступа оборонялась практически полностью 2-я ударная армия (за исключением отдельных тыловых частей), а также часть сил 52-й (командующий генерал-лейтенант В. Ф. Яковлев) и 59-й (командующий генерал-лейтенант И. Т. Коровников) армий. Основные силы этих двух армий действовали по основной линии фронта и выполняли боевые задачи по деблокаде войск 2-й ударной армии. Внутри выступа действовали:
- 4-я гвардейская стрелковая дивизия
- 19-я гвардейская стрелковая дивизия
- 24-я гвардейская стрелковая дивизия
- 378-я стрелковая дивизия
- 259-я стрелковая дивизия
- 191-я стрелковая дивизия
- 46-я стрелковая дивизия
- 327-я стрелковая дивизия
- 382-я стрелковая дивизия
- 305-я стрелковая дивизия
- 87-я кавалерийская дивизия
- 25-я кавалерийская дивизия
- 80-я кавалерийская дивизия
- 23-я стрелковая бригада
- 57-я стрелковая бригада
- 53-я стрелковая бригада
- 22-я стрелковая бригада
- 25-я стрелковая бригада
- 92-я стрелковая дивизия.

## Начало операции
Генерал Хозин на несколько дней затянул выполнения приказа Ставки об отводе 2-й ударной армии из «котла». Когда же он начался с 17-18 мая, то в первые дни вывод войск проходил в достаточно спокойной обстановке. Невзирая на постоянный обстрел перешейка и активные действия немецкой авиации, были выведены 13-й кавалерийский корпус, 2 стрелковые бригады, 2 стрелковые дивизии (частично), 7-я гвардейская танковая бригада.
Отвод войск проводился в исключительно сложных условиях, главными из которых стали бездорожье, распутица и хроническая нехватка горючего для имеющегося автотранспорта. Передвижение войск командованием 2-й ударной армии было организовано плохо и сразу стало известным немецкой разведке.
Командование группы армий «Север» решило воспользоваться благоприятной ситуацией и не дать советскому командованию вывести войска из «мешка», для чего встречными ударами перерезать перешеек, а затем расчленить и уничтожить войска внутри Любанского выступа.
Немецкое наступление началось 22 мая. Удар с севера наносил 1-й армейский корпус (121-я и 61-я пехотные дивизии, 20-я моторизованная дивизия). С юга атаковал 38-й армейский корпус (126-я и 58-я пехотные дивизии, 2-я пехотная бригада СС, 250-я дивизия испанских добровольцев). Вспомогательный удар с запада по выступу (с целью сковать обороняющиеся части и не дать им уйти из «котла») наносили 254-я, 291-я пехотные дивизии, 4-я полицейская гренадерская дивизия СС", 285-я охранная дивизия. В этот день немецкая авиация разбомбила командный пункт 2-й ударной армии, нарушив управление войсками (в полном объёме так и не было восстановлено).
С советской стороны южный фас перешейка обороняла крайне ослабленная 65-я стрелковая дивизия (полковник П. К. Кошевой, всего 3708 человек на фронте в 14 километров), северный фас — такая же слабая 372-я стрелковая дивизия (полковник Д. С. Сорокин, 2796 человек на фронте в 12 километров). Максимальная ширина перешейка не превышала 4 километров. Естественно, эти силы не могли сдержать натиск многократно превосходящих немецких войск. Ценой практически полной гибели эти две советские дивизии яростно сопротивлялись до вечера 30 мая, когда немцам наконец удалось перерезать перешеек.
Огромным просчетом командующего фронтом М. С. Хозина стало то, что он не усилил вышедшими из выступа войсками оборонявшие перешеек дивизии, а сразу направлял их на другие участки фронта. В кольце окружения оказались 19-я гвардейская стрелковая, 46, 92, 259, 267, 327 и 382-я стрелковые дивизии, 22, 23, 25, 53, 57 и 59-я стрелковые бригады, входившие в состав 2-й ударной, 52-й и 59-й армий (затем все эти части переподчинили командующему 2-й ударной армии). Все эти части имели большой некомплект личного состава и хронический дефицит боеприпасов. По данным на 1 июня 1942 года, в окружении находилось более 40 000 бойцов и командиров, 300 орудий, 545 миномётов, 28 зенитных орудий, 409 противотанковых ружей. Запасов продовольствия в армии хватало по сокращённым нормам до 10—12 июня.
Снабжение войск армии по воздуху не удалось: за период с 2 по 29 июня к окруженным войскам было совершено только 279 самолётовылетов, им сбрасывали патроны, гранаты, артиллерийские и миномётные снаряды, продовольствие, но этого было совершенно недостаточно.

## Попытки прорыва кольца окружения
Задача наступать навстречу 2-й ударной армии и совместно с нею прорвать кольцо окружения была возложена на 59-ю и 52-ю армии. Внутри кольца окружения 27 мая и 1 июня все части из состава других армий были переподчинены командующему 2-й ударной армии.
Уже вечером 31 мая 1942 года советское командование попыталось восстановить сообщение с окруженными войсками силами сводного отряда 59-й армии (372-я стрелковая дивизия, 24-я стрелковая бригада, один полк 191-й стрелковой дивизии, 7-я танковая бригада). Но наспех подготовленный контрудар был отбит: немцы, естественно, ожидали такие попытки и были готовы к их отражению. Прежде всего, они сосредоточили в районе перешейка большие силы артиллерии, сыгравшие решающую роль в дальнейшем сражении. В воздухе господствовала немецкая авиация.
3 июня был повторён слабый удар (57-я стрелковая бригада, 166-й отдельный танковый батальон — всего 9 танков Т-60). Он также был отбит с большими потерями и без малейшего успеха. Одной из причин этого стали переход на сторону врага одного из офицеров штаба 2-й ударной армии, раскрывшего детали операции по выходу из окружения.
На 5 июня было назначено совместное наступление 59-й и 2-й ударной армий навстречу друг другу. Со стороны 2-й ударной армии для прорыва были сосредоточены части двух стрелковых дивизий и 4-х стрелковых бригад. Их сосредоточение было замечено противником, который обрушил на них шквальный многочасовой артиллерийско-бомбовый удар. Также была разбомблена сосредоточенная для атаки снаружи кольца окружения 46-я стрелковая дивизия, а при атаке под шквальный огонь попала полнокровная 165-я стрелковая дивизия (за двое суток потерявшая свыше 70 % личного состава). Атака была сорвана, советские войска понесли большие потери.
За эти неудачи 8 июня 1942 года был снят с должности командующий Ленинградским фронтом М. С. Хозин с формулировкой:

«За невыполнение приказа Ставки о своевременном и быстром отводе войск 2-й ударной армии, за бумажно-бюрократические методы управления войсками, за отрыв от войск, в результате чего противник перерезал коммуникации 2-й ударной армии и последняя была поставлена в исключительно тяжелое положение»— Русский архив: Великая Отечественная: Ставка ВГК. Документы и материалы. 1942 г. — С.244
.
В тот же день был восстановлен Волховский фронт, его командующим 9 июня был вновь назначен К. А. Мерецков. Уже на 10 июня Мерецков назначил новое наступление по спасению 2-й ударной армии. Со стороны 59-й армии в нём участвовали 4 стрелковые дивизии, 2 стрелковые бригады, один стрелковый полк из ещё одной дивизии, 7-я танковая бригада, 4 артиллерийских полка. И вновь немецкие войска отразили это наступление по такому же сценарию, как и 5 июня.

## Завершающие сражения и гибель 2-й ударной армии
По состоянию на 21 июня 1942 года, численность войск внутри «котла» составляла 23 401 человек, 242 артиллерийских орудия, 7 танков, 297 миномётов. Кроме того, с бойцами армии находилось до 5 000 местных жителей, покинувших свои дома при отходе советских войск и ушедших с ними.
В последующие дни сражение в районе бывшего перешейка продолжалось с невиданным ожесточением. В составе 59-й армии 18-19 июня в бой были введены 29-я танковая бригада и 25-я кавалерийская дивизия (в спешенном виде). В 17.00 часов 19 июня танкистам удалось пробиться на восточный берег реки Полисть и соединиться с частями 46-й стрелковой дивизии 2-й ударной армии. К 22 июня совместными действиями 59-й и 2-й ударной армий коридор был расширен до 300—400 метров. Через него удалось эвакуировать свыше 2000 раненых бойцов, но затем Мерецков повторил ошибку Хозина — фланги коридора усилены не были.
На рассвете 23 июня после массированного налета авиации немецкие войска вновь перешли в наступление и вновь закрыли «котел» 2-й ударной армии. К этой дате прикрывавшие отход части 2-й ударной армии, которые с невероятным мужеством в труднейших условиях сдерживали немецкий натиск на западной стороне «котла», отошли к району перешейка. В этот день занимаемый 2-й ударной армией район сократился до таких размеров, что простреливался артиллерией противника на всю глубину. Медлить было нельзя: в такой ситуации армия долго сопротивляться не могла.
В ночь с 24 на 25 июня командующий 2-й ударной армии А. А. Власов назначил решающий прорыв через реку Полисть на Мясной Бор. Две дивизии оставались прикрывать тыл шедших на прорыв войск, а остатки 2 стрелковых дивизий и 5 стрелковых бригад со всеми армейскими частями атаковали район Мясного Бора. Артиллерийская подготовка атаки не производилась из-за отсутствия снарядов. Основная масса техники армии была уничтожена. Для поддержки прорыва привлекалась артиллерия 52-й и 59-й армий.
В 23.00 24 июня армия пошла на прорыв. Организован он был неудовлетворительно. Противник по массовым взрывам техники и пожарам внутри «котла» догадался об его подготовке. По прорывающимся бойцам вёлся ураганный огонь из всех видов оружия. Местность прорыва была буквально перепахана воронками от снарядов и мин, огнём снесены все постройки и деревья. Часть войск с огромными потерями смогла прорваться к своим, выходя отдельными группами. Более того, плохая согласованность действий войск привела к тому, что артиллерия 52-й и 59-й армия вела огонь не только по немецким позициям, но и по своим же прорывавшимся войскам. Уцелевшие участники этого боя в воспоминаниях единогласно рисуют трагические картины избиения огнём отходящих войск. В течение ночи коридор несколько раз был пробит и снова ликвидирован. В 9.30 25 июня коридор был окончательно перерезан немцами.
В кольце окружения оставалось ещё большое количество войск. Но управление ими было полностью потеряно. 25 июня генерал Власов отдал приказ спасаться кто как может и во главе группы работников штаба ушёл в лес. 26 июня немцы рассекли армию на две части и начали их планомерное уничтожение. Отдельные группы бойцов продолжали оказывать сопротивление и пытались прорваться или скрытно перейти линию фронта в разных направлениях. Как всегда в подобных ситуациях, военные преступления вермахта носили массовый характер: расстрелы коммунистов и комиссаров из числа пленных, убийства на месте всех тяжелораненых, уничтожение госпиталей с ранеными и медицинским персоналом, жестокое обращение с пленными.
На внешнем кольце окружения Мерецков предпринимал атаки до 27 июня. 28 июня последние очаги сопротивления в котле были ликвидированы противником. Мелкие группы и отдельные бойцы 2-й ударной армии переходили через линию фронта к своим до сентября 1942 года.
11 июля 1942 года командующий 2-й ударной армией генерал-лейтенант А. А. Власов был пленён немцами в деревне Туховежи Ленинградской области, к тому времени с ним не осталось никого из штаба армии и вообще из её бойцов. Позднее Власов пошёл на сотрудничество с гитлеровцами и стал руководителем Русской освободительной армии, за измену Родине был осужден и повешен в 1946 году.

## Результаты операции
К своим вышли из окружения к 29 июня 9462 человека, в том числе 5494 человека раненых и больных; к 10 июля вышли ещё 146 человек. Согласно докладу Особого отдела Волховского фронта на имя заместителя наркома НКВД комиссара госбезопасности 3 ранга В. С. Абакумова, во 2-й ударной армии вместе с тылами бригад и дивизий и их резервами, которые находились за рекой Волхов, на 1 июня 1942 г. оставалось 40 157 чел., вышло из окружения по сведениям на август 1942 года — 13 018 бойцов и командиров, судьба остальных 27 139 человек осталась не известна.
По немецким сводкам, в ходе боев с окруженной 2-й ударной армией было захвачено 32 759 пленных, 649 орудий, 171 танк и другое оружие, боевая и вспомогательная техника. В числе пленных были командир 327-й стрелковой дивизии генерал-майор И. М. Антюфеев, командующий ВВС армии генерал-майор авиации М. А. Белешев, командир 92-й стрелковой дивизии полковник Ф. М. Жильцов, командир 57-й стрелковой бригады майор И. Евстифеев, командир 25-й стрелковой бригады полковник П. Г. Шелудько. Член Военного Совета армии дивизионный комиссар И. В. Зуев при попытке пробраться к линии фронта был выдан предателем, в одиночку принял бой и погиб. Погиб начальник штаба армии полковник П. С. Виноградов. Пропал без вести заместитель командующего войсками армии генерал-майор П. Ф. Алферьев.
Общие потери Волховского фронта (2-й ударной и 59-й армий) за весь период оборонительного сражения с 13 мая по 10 июля 1942 года составили 94 751 человек. Из этого числа 54 774 человека составили безвозвратные потери, а 39 977 — санитарные.
Потери немецких войск неизвестны, по явно завышенной оценке командования Волховского фронта, их потери в этой операции составили не менее 75 000 убитых и раненых, около 110 танков и до 40 самолётов.

## Советская история
В советское время из-за трагического исхода сражения и последующего предательства А. А. Власова операция замалчивалась. Надлежащие поиск и захоронение погибших воинов не производились. Только с конца 1980-х годов на местах боёв стали работать поисковые отряды, а на могилах погибших — устанавливаться памятники. Поиск и захоронение останков бойцов в районе Мясного Бора, бывшего перешейка и вообще на территории бывшего Любанского выступа продолжаются до настоящего времени.